# Coll del Galibier
El coll del Galibier (en francès col du Galibier) és un port de muntanya dels Alps francesos que es corona a 2.642 metres.

## Geografia
Uneix Saint-Michel-de-Maurienne i Briançon via el coll del Télégraphe al nord i el coll de Lautaret al sud. Aquest coll roman tancat a l'hivern.
Es troba entre el massís d'Arvan-Villards i el massís de Cerces, en particular el Grand Galibier.

## Pas del Tour de França

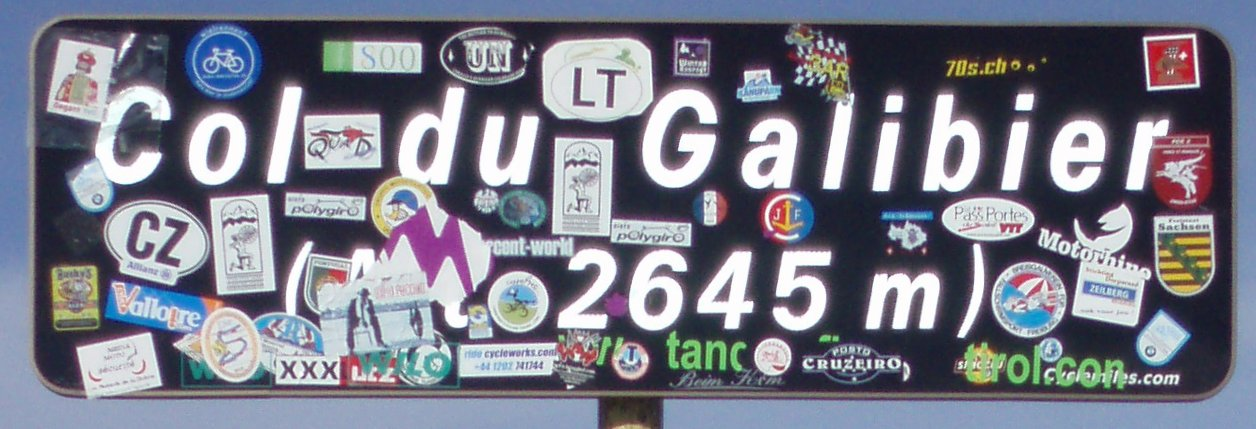
Indicador d'altitud del coll amb records dels ciclistes amateurs que l'han conquerit.

Amb una altitud de 2.642 metres, el coll és sovint el punt més alt del Tour de França, excepte quan se supera el coll de l'Iseran (2.764 m), el coll de l'Agnello (2.744 m) o el coll de la Bonette (2.715 m). El Galibier va ser escalat per primera vegada al Tour de França el 1911.
El Tour de França ha passat pel Galibier en 60 ocasions entre el 1911 i el 2017, convertint-lo en el coll alpí més freqüentat de la prova, lluny però dels grans colls pirinencs, com el Tourmalet que encapçala la classificació amb 73 passades l'any 2008. Des de l'any 1979 està classificat com a fora de categoria. El seu pas l'any 1996 va ser neutralitzat per la presència de neu sobre el recorregut. Aquesta és la llista del corredors que han creuat el coll en primera posició de l'etapa:
| Any  | Ciclista                    | País    | Cat. |
| ---- | --------------------------- | ------- | ---- |
| 1911 | Émile Georget               | França  | -    |
| 1912 | Eugène Christophe           | França  | -    |
| 1913 | Marcel Buysse               | Bèlgica | -    |
| 1914 | Henri Pélissier             | França  | -    |
| 1919 | Honoré Barthélémy           | França  | -    |
| 1920 | Firmin Lambot               | Bèlgica | -    |
| 1921 | Honoré Barthélémy           | França  | -    |
| 1922 | Émile Masson                | Bèlgica | -    |
| 1923 | Henri Pélissier             | França  | -    |
| 1924 | Bartolomeo Aimo             | Itàlia  | -    |
| 1925 | Lucien Buysse               | Bèlgica | -    |
| 1926 | Omer Huyse                  | Bèlgica | -    |
| 1927 | Antonin Magne               | França  | -    |
| 1928 | Auguste Verdijck            | Bèlgica | -    |
| 1929 | Gaston Rebry                | Bèlgica | -    |
| 1930 | Pierre Magne i Benoît Faure | França  | -    |
| 1931 | Jef Demuysere               | Bèlgica | -    |
| 1932 | Francesco Camusso           | Itàlia  | -    |
| 1933 | Vicente Trueba              | Espanya | -    |
| 1934 | Federico Ezquerra           | Espanya | -    |
| 1935 | Gabriel Ruozzi              | França  | -    |
| 1936 | Federico Ezquerra           | Espanya | -    |
| 1937 | Gino Bartali                | Itàlia  | -    |
| 1938 | Mario Vicini                | Itàlia  | -    |
| 1939 | Dante Gianello              | França  | -    |

| Any  | Ciclista                 | País          | Cat. |
| ---- | ------------------------ | ------------- | ---- |
| 1947 | Fermo Camellini          | Itàlia        | 1a   |
| 1948 | Lucien Teisseire         | França        | 2a   |
| 1952 | Fausto Coppi             | Itàlia        | 1a   |
| 1954 | Federico Bahamontes      | Espanya       | 1a   |
| 1955 | Charly Gaul              | Luxemburg     | 1a   |
| 1957 | Marcel Janssens          | Bèlgica       | 1a   |
| 1959 | Charly Gaul              | Luxemburg     | 2a   |
| 1964 | Federico Bahamontes      | Espanya       | 1a   |
| 1966 | Julio Jiménez            | Espanya       | 1a   |
| 1967 | Julio Jiménez            | Espanya       | 1a   |
| 1969 | Eddy Merckx              | Bèlgica       | 1a   |
| 1972 | Joop Zoetemelk           | Països Baixos | 1a   |
| 1973 | Luis Ocaña               | Espanya       | 1a   |
| 1974 | Vicente López Carril     | Espanya       | 1a   |
| 1979 | Lucien Van Impe          | Bèlgica       | HC   |
| 1980 | Johan De Muynck          | Bèlgica       | HC   |
| 1984 | Francisco Rodríguez      | Colòmbia      | HC   |
| 1986 | Luis Herrera             | Colòmbia      | HC   |
| 1987 | Pedro Muñoz              | Espanya       | HC   |
| 1989 | Gert-Jan Theunisse       | Països Baixos | HC   |
| 1992 | Franco Chioccioli        | Itàlia        | HC   |
| 1993 | Tony Rominger            | Suïssa        | HC   |
| 1996 | Pas neutralitzat per neu |               | HC   |
| 1998 | Marco Pantani            | Itàlia        | HC   |
| 1999 | José Luis Arrieta        | Espanya       | HC   |

| Any      | Ciclista            | País       | Cat. |
| -------- | ------------------- | ---------- | ---- |
| 2000     | Pascal Hervé        | França     | HC   |
| 2002     | Santiago Botero     | Colòmbia   | HC   |
| 2003     | Stefano Garzelli    | Itàlia     | HC   |
| 2005     | Aleksandr Vinokúrov | Kazakhstan | HC   |
| 2006     | Michael Rasmussen   | Dinamarca  | HC   |
| 2007     | Mauricio Soler      | Colòmbia   | HC   |
| 2008     | Stefan Schumacher   | Alemanya   | HC   |
| 2011 (1) | Andy Schleck        | Luxemburg  | HC   |
| 2011 (2) | Andy Schleck        | Luxemburg  | HC   |
| 2017     | Primož Roglič       | Eslovènia  | HC   |
| 2019     | Nairo Quintana      | Colòmbia   | HC   |
| 2022 (1) | Warren Barguil      | França     | HC   |
| 2022 (2) | Anthony Perez       | França     | HC   |
| 2024     | Tadej Pogačar       | Eslovènia  | HC   |

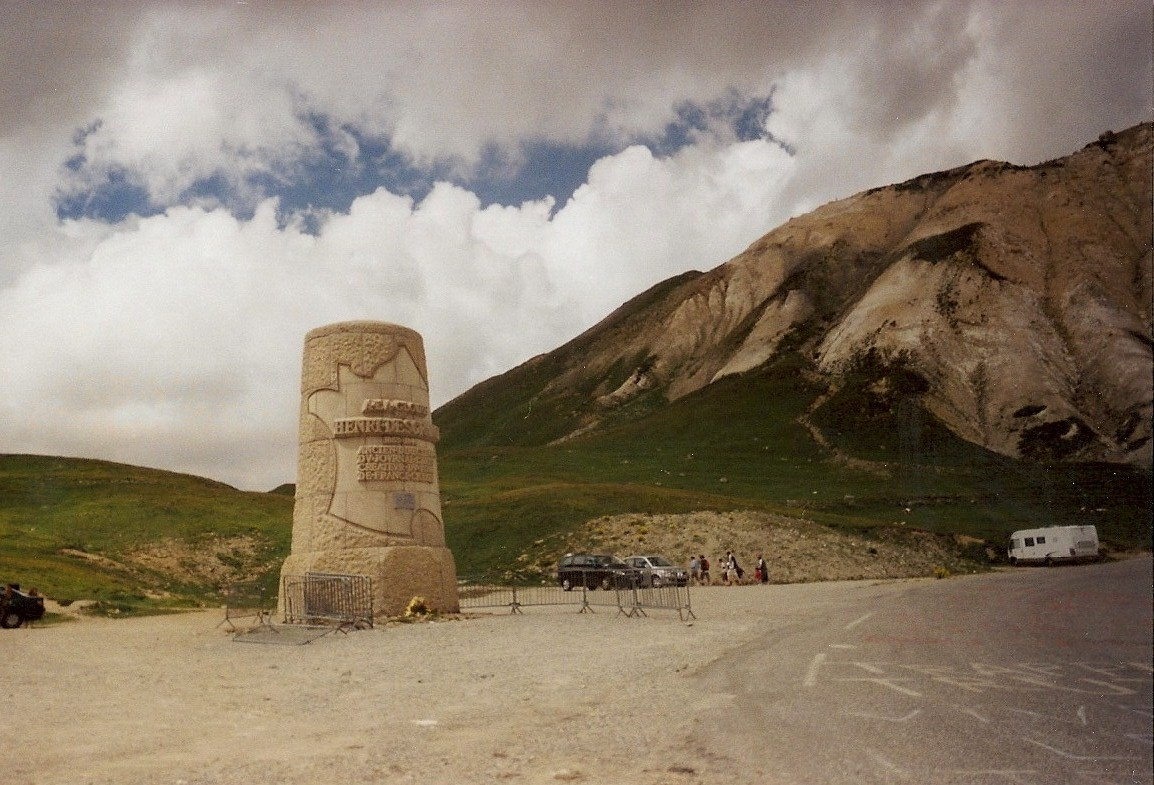
Monument dedicat a Henry Desgrange al vessant sud, a 1km del coll.

Al vessant sud, a la vora de la carretera, hi ha el monument a Henri Desgrange, gran ciclista de finals del segle xix i impulsor del Tour de França. El Souvenir Henri Desgrange és un important premi econòmic pel ciclista que passa el coll en primera posició.